# Duelo de dragones
Duelo de dragones (en chino tradicional, 殺破狼), también conocida en Hong Kong como SPL: Sha Po Lang y en Estados Unidos como Kill Zone, es una película de artes marciales y acción de Hong Kong estrenada en 2005, dirigida por Wilson Yip y protagonizada por Sammo Hung, Simon Yam, Wu Jing y Donnie Yen, este último también responsable de la coreografía de los combates incorporados en la misma. El filme trata sobre un detective al borde del retiro (interpretado por Yam), quien usa métodos un tanto cuestionables con tal de capturar a Wong Po (personificado por Hung), un líder de Tríada despiadado.
Cabe añadirse que, como detalle curioso, el título original de Duelo de dragones, Sha Po Lang, se refiere a tres términos provenientes de la astrología china los cuales representan, cada uno, a una estrella capaz de ser buena o mala dependiendo de su posición en el firmamento.